# Nagari Padang Tarok
Nagari Padang Tarok is een bestuurslaag in het regentschap Agam van de provincie West-Sumatra, Indonesië. Nagari Padang Tarok telt 7445 inwoners (volkstelling 2010).